# Genech
Genech (Nederlands: Genst) is een gemeente in het Franse Noorderdepartement (Frans: département du Nord) (regio Hauts-de-France). De gemeente telde op 1 januari 2022 2.811 inwoners en maakt deel uit van het arrondissement Rijsel.

## Geografie
De oppervlakte van Genech bedroeg op 1 januari 2022 7,46 vierkante kilometer; de bevolkingsdichtheid was toen 376,8 inwoners per km².

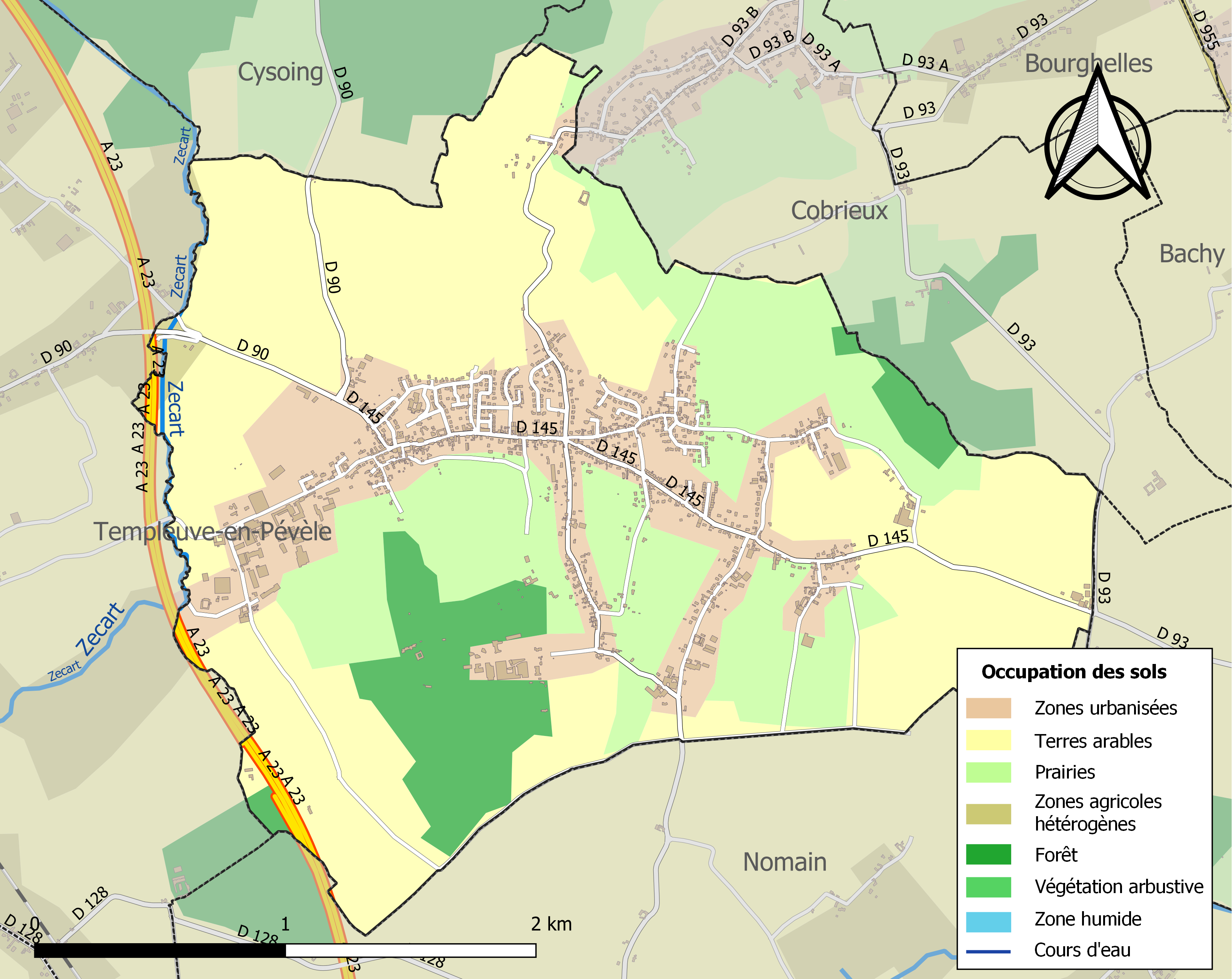
Kaart van de gemeente met belangrijkste infrastructuur, bodemgebruik en omliggende gemeenten

## Bezienswaardigheden
- De Onze-Lieve-Vrouw Visitatiekerk (Église de la Visitation de Notre-Dame ) werd midden 16e eeuw herbouwd. De kerk bezit een gotisch doopvont en een Sint-Nicolaasdrieluik, vermoedelijk van 1624.
- Het Kasteel van Genech werd in de 13e eeuw gebouwd en herbouwd in 1906.
- Op de gemeentelijke begraafplaats van Genech bevinden zich 5 Britse oorlogsgraven uit de Eerste Wereldoorlog.

## Natuur en landschap
Genech ligt in de Pévèle. De hoogte aan de kerk bedraagt 46 meter.

## Demografie
Onderstaande figuur toont het verloop van het inwonertal (bron: INSEE-tellingen).

## Verkeer en vervoer
Langs de spoorlijn Somain - Halluin staat het Station Genech. In het noorden van het grondgebied van de gemeente bevindt zich ook het Station Cobrieux vlak bij het centrum van buurgemeente Cobrieux.
Op de westgrens van de gemeente loopt de snelweg A23.

## Nabijgelegen kernen
Cysoing, Cobrieux, Mouchin, Auchy-lez-Orchies, Orchies, Templeuve-en-Pévèle